# لی جون سوک
لی جون سوک (کره‌ای: 이준석؛ زادهٔ ۳۱ مارس ۱۹۸۵) سیاستمدار اهل کره جنوبی است که از ژانویه ۲۰۲۴ به عنوان رهبر حزب نیو ریفورم خدمت می‌کند. لی به عنوان یکی از اعضای نسبتاً جوان دولت رئیس‌جمهور پارک گون هه وارد سیاست شد و در طی آن به عنوان یکی از ۱۱ عضو شورای رهبری اجرایی حزب ملی بزرگ (که بعداً به حزب سه‌نوری تغییر نام داد)، حضور داشت و جوانترین عضوی بود که تا به حال در این شورا حضور داشته است.